# Châteauneuf-Val-Saint-Donat
Châteauneuf-Val-Saint-Donat – miejscowość i gmina we Francji, w regionie Prowansja-Alpy-Lazurowe Wybrzeże, w departamencie Alpy Górnej Prowansji.

## Demografia
Według danych na rok 1990 gminę zamieszkiwało 296 osób, a gęstość zaludnienia wynosiła 14 osób/km². W styczniu 2015 r. Châteauneuf-Val-Saint-Donat zamieszkiwało 514 osób, przy gęstości zaludnienia wynoszącej 24,3 osób/km².